# PRIME ANGLE
PRIME ANGLE（プライム・アングル）は、2000年4月から2005年3月までJ-WAVEで放送されていたラジオ番組。

## 概要
14:00から17:00まで3時間放送されており、番組当初から「アフター5に役立つ情報」と「ニュースを解かりやすく解説」をモットーに放送されていた。
前身は1997年4月から2000年3月まで放送されていたTOKIO LIFE。同番組で水曜・木曜を担当していた金子奈緒がナビゲーターを務め、同じく3月まで放送されたTHE VILLAGEに出演していた中島渉がニュース解説を担当した。2002年4月以降は新たに入江たのし・小林至の両名がコメンテーターが加わり3人編成となった。2004年4月には前月限りで降板した中島に代わり島田昭彦が加わる。2005年3月で放送終了した。

## 放送時間
- 月曜-木曜 14:00-17:00

## 出演者

### ナビゲーター
- 金子奈緒

### コメンテーターと出演曜日
- 中島渉 （2000年4月-2004年3月）

月曜-木曜（2002年3月まで）、水曜・木曜（2002年4月以降）
- 入江たのし （2002年4月-番組終了時）

月曜（2002年4月-2004年3月）、木曜（2004年4月以降）
- 小林至 （2002年4月-番組終了時）

火曜
- 島田昭彦 （2004年4月-番組終了時）

水曜
※2004年4月以降の月曜日のコメンテーターは週替わり

## 主なコーナー
- 14:20-14:50 NESCAFE GOLDBLEND INNER SKETCHES

TOKIO LIFEからの継続番組。後番組RENDEZ-VOUSにも引き継がれている。金曜は「e-STATION」の中で"NESCAFE GOLDBLEND INNER SKETCHES FRIDAY"として放送。
- 15:20-15:50 TEPCO AROUND THE TOKIO

TOKIO LIFEからの継続番組。2002年10月以降は東京電力が提供から外れ、同年12月終了。なお、J-WAVEでのクレジット読みに合わせて、"Tokyo-Denryoku"ではなく"Tokyo Electiric Power Company"と紹介した。金曜は「e-STATION」の中で"TEPCO AROUND THE TOKIO FRIDAY"として放送。
- 16:25-16:40 PRIME TRAX
- 16:40-16:50 PRIME VIEW